# Myrkottar

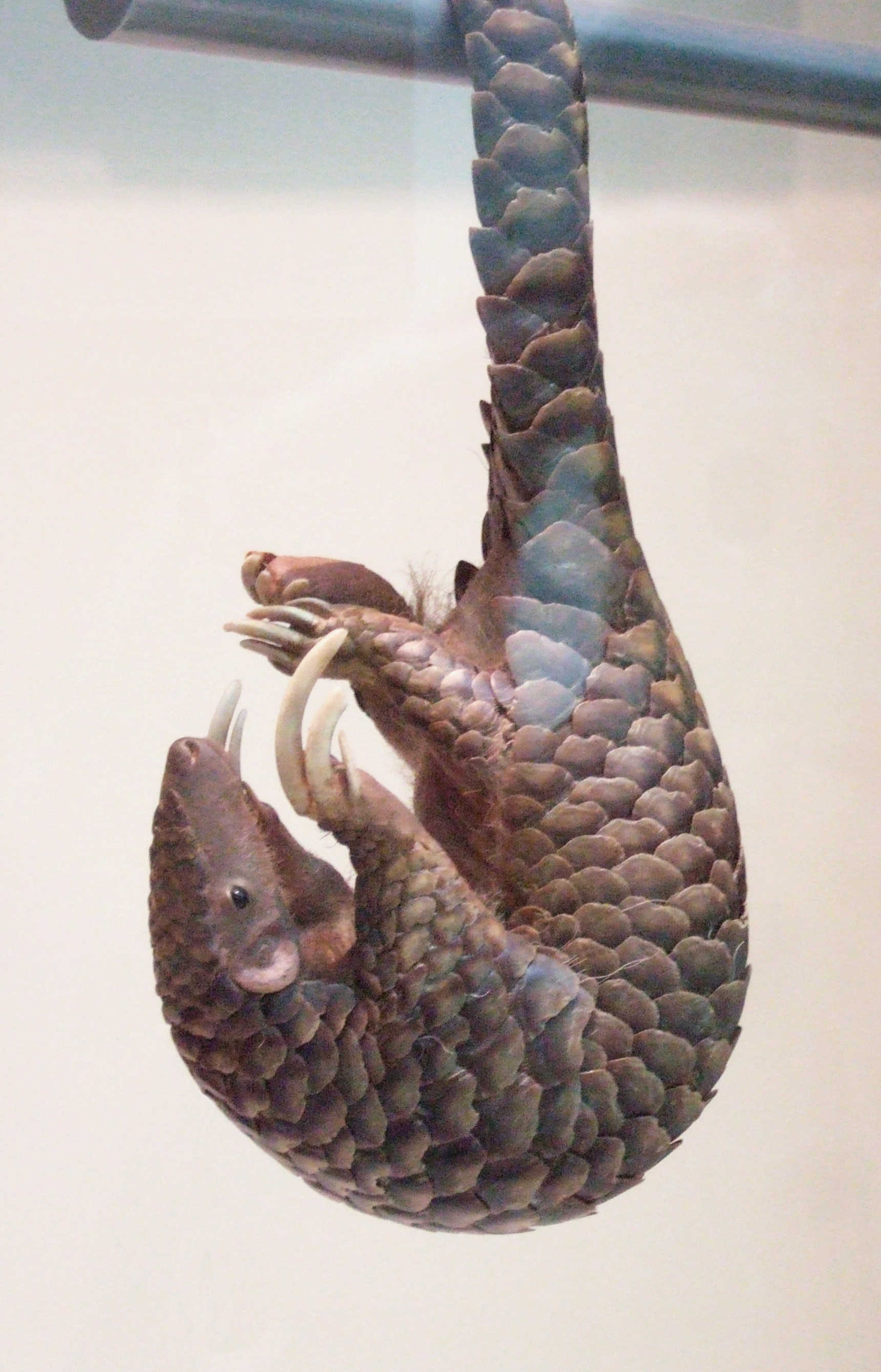
Uppstoppad myrkotte. Grävklorna vid framfötterna och den kraftiga svansen som kan bära hela kroppens vikt är väl synliga.

Myrkottar (Pholidota) är en ordning i djurklassen däggdjur. Ordningen utgörs av en enda familj Manidae som består av det enda släktet Manis med åtta arter. De lever i skogar och på stäpper i Afrika och Asien. Myrkottar kännetecknas av att stora delar av kroppen täcks av fjäll. Det svenska namnet syftar på likheten med gran- och tallkottar. Myrkottar äter främst myror och termiter som de fångar med den klibbiga tungan. De är främst nattaktiva och beroende på art vistas de i träd eller på marken.
Myrkottar förekom i nyhetsrapporteringen om coronavirusutbrottet 2020. Enligt kinesiska forskare skulle de ha utgjort en möjlig mellanvärd för viruset, som anses ursprungligen komma från fladdermöss. Uppgiften har ifrågasatts av nyare forskning, som i stället ger kinesiska gatuhundar rollen som mellanvärd.

## Relationer till andra djurgrupper
Myrkottar, myrslokar och myrpiggsvin är däggdjur, som har födan gemensam och som delvis fyller samma ekologiska nischer i olika delar av världen. De har emellertid ingen nära evolutionär släktskap med varandra. De  är heller inte relaterade till de äkta insektsätarna, till vilka räknas välbekanta arter som igelkottar och näbbmöss. 
Myrpiggsvin lever i Australien och hör liksom näbbdjur till de äggläggande kloakdjuren, som evolutionärt är helt skilda från övriga däggdjur.
Myrslokar lever i Mellan- och Sydamerika och räknas liksom bältdjur och sengångare till överordningen trögdjur. Såväl levande som utdöda arter i denna grupp hör hemma på de amerikanska kontinenterna. 
Myrkottarna som naturligt lever i Afrika och Asien räknades av Linné  till samma ordning Edentata (tandfattiga) som trögdjuren. Detta är sedan länge förkastat då undersökningar med DNA-teknik istället har påvisat evolutionär släktskap med rovdjuren. Ordningarna Carnivora (rovdjur) och Pholidota (myrkottar) har därför förts samman i en klad, som fått namnet Ferae. Denna anses ha gemensamt ursprung med bland annat hovdjuren. Det finns dock motstridande hypoteser om hur denna senare släktskap är beskaffad.

## Utseende

### Allmän kroppsbyggnad och skelett
Myrkottar har en långsträckt kropp med korta extremiteter. Frambenen är delvis tillbakabildade och används främst till att riva bort träflisor med för att komma åt föda. Detta gör att myrkotten går på bakbenen samtidigt som den balanserar kroppen med svansen. Svansen är kraftig och kan hos vissa arter bli lika lång som resten av kroppen. Huvudet är jämförelsevis litet och spetsigt. Kroppslängden varierar, beroende på art, mellan 30 och 88 centimeter och därtill kommer svansen som mäter 28–88 centimeter. Vikten ligger mellan 2,5 och 33 kilogram. Hannar är oftast större än honor.
Kroppen, med undantag av nosen, buken och benens inre sida, är täckt av stora, platta, rombiska eller trekantiga fjäll som har vassa kanter och som sitter fast på kroppen likt rader av taktegel. Fjällen är förtjockningar av överhuden som är täckt av ytterligare ett hudlager, och sitter fast på utbuktningar av läderhuden. De är alltså inte sammanklistrade hår som det antogs tidigare. De icke-fjällbeklädda delarna av kroppen är håriga och hos asiatiska arter uppträder även 1-4 borstlika hår mellan fjällen. Vissa arter saknar fjäll på frambenens utsida. Fjällen har en färg som varierar från mörkbrun över olivgrön till gulaktig.
De korta och kraftiga extremiteterna har fem tår och de främre är konstruerade som grävverktyg. Framfotens mellersta tre tår är utrustade med långa klor varav den mellersta är längst. Även den första och femte tån har klor men de är små och används inte när djuret gräver. De bakre extremiteternas klor är hos landlevande arter små och hos trädlevande arter längre.
Ryggraden består, beroende på art, av 7 halskotor, 11-17 bröstkotor, 5-6 ländkotor, 2-5 korsbenskotor och 21-49 svanskotor. Myrkottarna kan rulla ihop sig då deras bäcken är kort och tarmbenen är böjda utåt, och dessutom är ländkotorna förlängda. Vid svanskotorna finns ytterligare små ben där de kraftiga svansmusklerna är fästa. På så sätt kan myrkottar vrida svansen som en sköld kring kroppen när de är hoprullade. Svansen kan även användas som en klubba mot fiender.

### Skalle
Huvudet är litet, har formen av en kon och dess uppbyggnad är en av de enklaste hos däggdjur. Ögonen är små med tjocka ögonlock som saknar körtlar. Ytteröron saknas hos de afrikanska arterna medan de asiatiska arterna har kamliknande tjocka hudveck. Öronöppningar och näsborrar kan slutas, vilket är fördelaktigt när djuren letar med huvudet i insektsbon. Myrkottar saknar helt tänder och underkäken saknar den vinkel som annars är vanlig hos däggdjur. Käkmusklerna som används för att tugga är bara rudimentära, vilket gör huvudet lätt.
Myrkottarnas hjärna är liten och enkelt uppbyggd, hos exempelvis malajisk myrkott utgör den bara 0,3 procent av hela kroppsvikten. Inte heller dess sinnen som syn och hörsel är väl utvecklade förutom luktknölen (Bulbus olfactorius), varför luktsinnet spelar en viktig roll vid såväl jakt på föda som vid kommunikation med artfränder.
Födan upptas med den maskformade och klibbiga tungan som har en lång räckvidd. Hos jättemyrkott är tungan upp till 70 centimeter lång, varav 25 centimeter kan sträckas ut utanför munnen, men vanligen befinner sig tungan hoprullad i en håla vid strupen. Bröstbenets svärdutskott (Processus xiphoideus) sträcker sig fram till bäckenet och ger fäste åt de komplexa tungmusklerna. Spottkörtlarna som producerar tungans klibbiga ämne är förstorade och sträcker sig fram till brösten och armhålan. Med hjälp av tungbenet skrapas insekterna från tungan så att de hamnar i matstrupen.

### Inre anatomi
I myrkottarnas muskulösa magsäck sker sönderdelningen av insekterna. Körtlarna är begränsade till ett mindre område och resten av magens inre sida är täckt med förhornat epitel. Dessa skyddar magsäcken mot bett från myror, termiter och andra insekter. Födans nedbrytning sker i magsäckens nedersta del (pylorus) som har starka muskler. Asiatiska arter har vid pylorus taggar som gör sönderdelningen lättare medan afrikanska arter antas svälja små stenar i samma syfte. Körtlarna vid pylorus är långa och slangformade och närmast pylorus sammanlänkade till ett enda rör.
Tarmen är ett enkelt rör och blindtarm saknas. Myrkottar har stora doftkörtlar vid anus och vätskan används för kommunikationen och möjligen som försvarsmedel. Honornas livmoder är delad i två segment (Uterus bicornis). Hannarna har en liten penis och saknar scrotum; testiklarna ligger istället under huden.
Honons två spenar ligger vid axlarna.

## Utbredning och habitat
Myrkottar förekommer i Afrika söder om Sahara samt i Sydasien och Sydostasien. I Afrika sträcker sig utbredningsområdet från Senegal och Sudan söderut till Sydafrika. I Asien förekommer de från Pakistan och Nepal över Indien och Malackahalvön till Borneo och Filippinerna.
Habitatet utgörs främst av torra eller fuktiga skogar med löv- eller barrträd och buskmarker, men de finns även på savanner och kulturlandskap.

## Levnadssätt

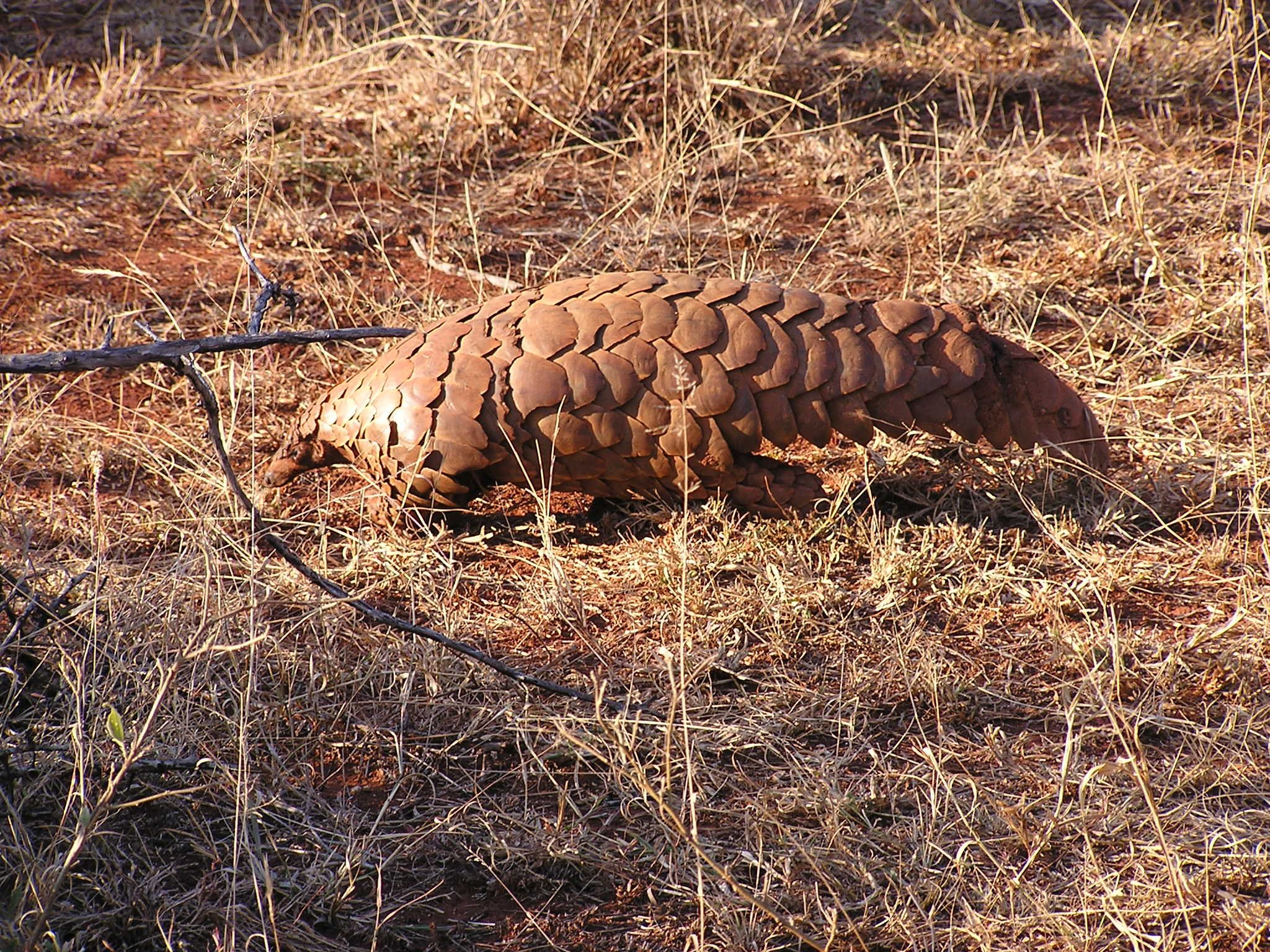
Stäppmyrkott vistas främst på marken.

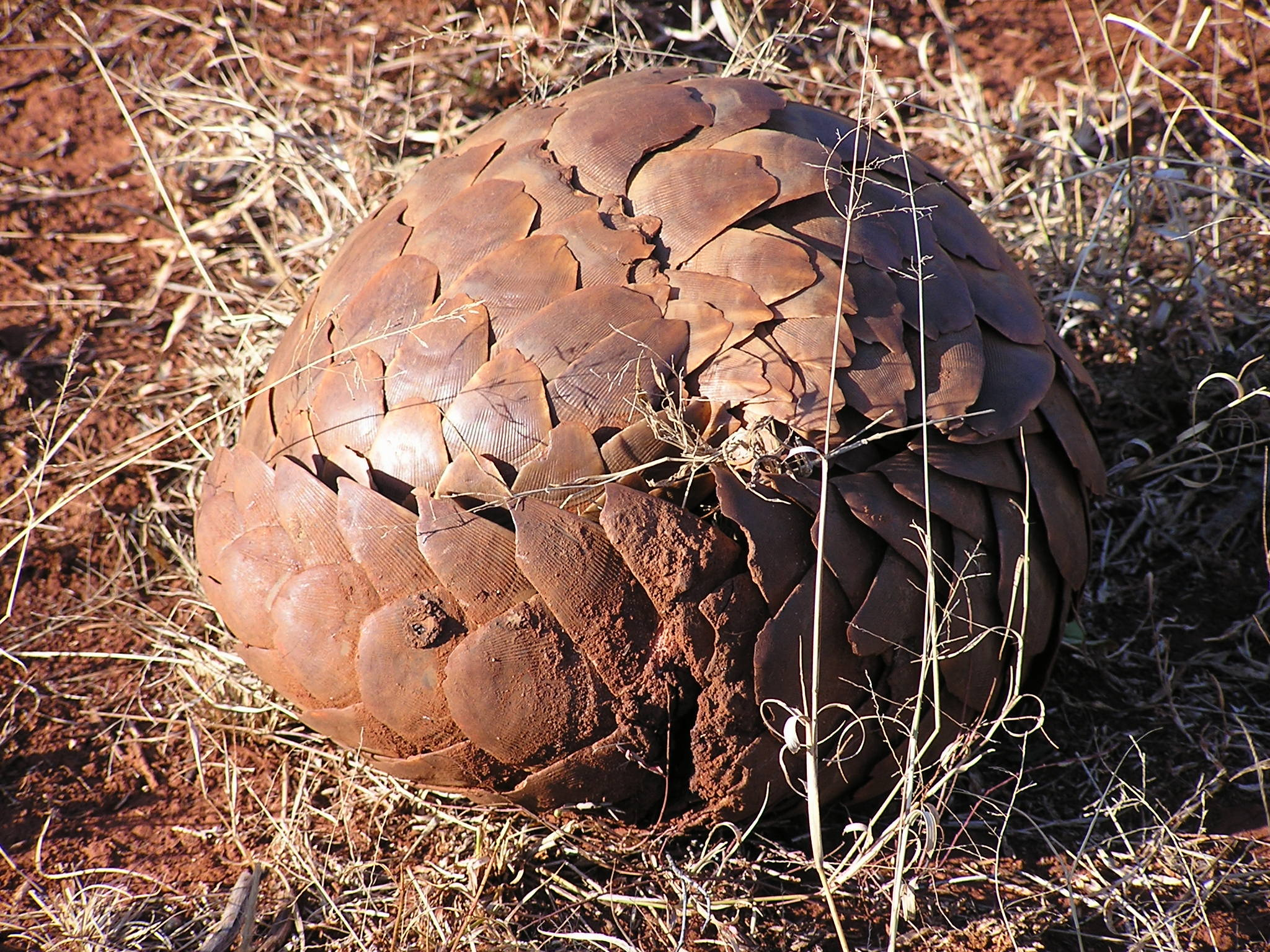
Hoprullad stäppmyrkott.

### Rörelse och socialt beteende
Dessa däggdjur är vanligen aktiva mellan skymningen och gryningen men kan även vara aktiva på dagen. Arter som lever på marken vilar i underjordiska bon som de antingen gräver själva eller övertar från andra djur. Boet kan ligga flera meter ner i jorden, som hos jättemyrkott där tunnelsystemet ibland är 40 meter långt och 5 meter djupt. Gångarnas diameter är omkring 20 centimeter. Vid slutet finns ett klotformigt rum som har en diameter på upp till två meter. Ingången stängs med jord när individen är i boet. Kortsvansade myrkottar lever bara några få dagar i samma bo; när tillgången till födan minskar lämnar individen platsen och skapar ett nytt bo. Arter som vistas i träd vilar i trädens håligheter. Nästan alla arter är mycket skickliga klättrare; de förankrar sina fjäll i trädens bark för bättre framkomlighet. Svansen kan bära hela kroppens vikt när den används som gripverktyg.
Myrkottars rörelser är inte så långsamma och tröga som tidigare antagits. En afrikansk art förmår enligt gjorda iakttagelser springa lika snabbt som en människa. Myrkottar kan inte endast förflytta sig på marken, de kan också simma. På marken går de antingen på handens ytterkant eller på fingerknogarna. Stäppmyrkott och kanske även andra arter går ofta enbart på de bakre extremiteterna och använder svansen för att hålla balansen.
Myrkottarna uppvisar inget utpräglat socialt beteende och individerna lever vanligen ensamma; bara under parningstiden lever hannar och honor under några dagar i par. För att kommunicera och för att markera sitt revir använder myrkottar vätskan från analkörtlarna. Reviret hos vitbukig myrkott uppgår exempelvis till mellan 20 och 30 hektar.
Andra ryggradsdjur som hittades vilande i myrkottarnas bon är sköldpaddan Indotestudo travancorica, jättepåsråttor, jordpiggsvinet Atherurus africanus, krabbmangust, gulstrupig mård och solgrävlingen Melogale moschata.

### Försvarsmekanismer
Myrkottar är allmänt försiktiga och skygga djur. Blir de hotade försöker de först nå sitt skyddande bo. Om avståndet är för långt rullar de ihop sig till ett klot och lägger svansen som skydd kring buken som saknar fjäll. När individen är hoprullad riktar den ibland upp fjällen som med sina skarpa kanter ger ytterligare skydd. De kan också slå med svansen mot angriparen som såras av svansens vassa fjällkanter. I Indonesien har en individ iakttagits som hoprullad tumlade nerför en slänt och på så sätt tillryggalade 30 meter på 10 sekunder. Liksom skunkar kan myrkottar spruta en illaluktande vätska från sina analkörtlar mot fienden. De långa klorna används vanligen inte i försvarssyfte. Enbart stora kattdjur kan i undantagsfall bryta upp en hoprullad myrkott.
Trots försvaret dödas några exemplar av stora rovlevande djur som lejon, tiger, krokodiler, pytonormar och schimpans.

### Föda
Födan utgörs huvudsakligen av myror och termiter; myrkottar äter sällan andra insekter eller deras larver. Myrkottar använder sina grävklor för att bryta upp myr- och termitstackar eller trädens bark. Sedan fångar de insekterna med den klibbiga tungan. Ögonen, öronöppningarna och näsborrarna sluts så att inga insekter kommer in. Insekter som hamnar på andra ställen av kroppen skakas av eller bryts mellan fjällen.
Myrkottar uppvisar ett visst beteende som tidigare antagits hänga samman med födointaget – de ”badar” ibland i myror. Det innebär att de rullar med hela kroppen i myrstackar och lyfter sina fjäll. Sedan pressar de fjällen mot kroppen och krossar myrorna. Efteråt uppsöker de en vattenansamling och lyfter fjällen på nytt så att myrorna spolas bort. Syftet med detta beteende är inte helt klarlagt men det antas att myrkottarna med hjälp av myrsyran skyddar sin hud mot bakterier och svampar. Ett liknande uppträdande finns hos en del fåglar. Myrsyran kan även avhjälpa angrepp av parasiter.

### Fortplantning
Om arternas fortplantningssätt är inte mycket känt. Hos kortsvansad myrkott strider flera hannar under sensommaren och hösten om rätten att para sig. Den mera framgångsrika hannen stannar sedan tre till fem dagar hos honan och parar sig med henne. För andra arter är inga särskilda parningstider kända.
Dräktigheten varar i 65 (indisk myrkott) till 150 dagar (afrikanska arter) och sedan föds vanligen ett enda ungdjur, sällan två. Ungdjuret är vid födseln vanligen väl utvecklat; det väger beroende på art 90 till 500 gram och har en längd på 15 till 45 centimeter. De största värdena gäller jättemyrkott. Hos nyfödda ungar finns inga överlappande fjäll och fjällen är mjuka. Fjällen stelnar under livets första dagar. Ungen diar på ett par spenar som ligger vid honans armhåla. Hos trädlevande arter bärs ungen efter födseln runt på moderns svans. Hos marklevande arter föds ungen i den underjordiska boet där den stannar två till fyra veckor, men därefter sitter den på även hos dessa arter på moderns svans vid utflykter. Efter en till tre månader börjar ungdjuret att äta fast föda. Vid fara rullar sig honan kring ungdjuret för att skydda det mot fiender. Ungefär fem månader efter födseln lämnar ungen sin mor och efter ett till två år blir den könsmogen.
Den äldsta kända individen i fångenskap blev 20 år gammal.

## Status och hot

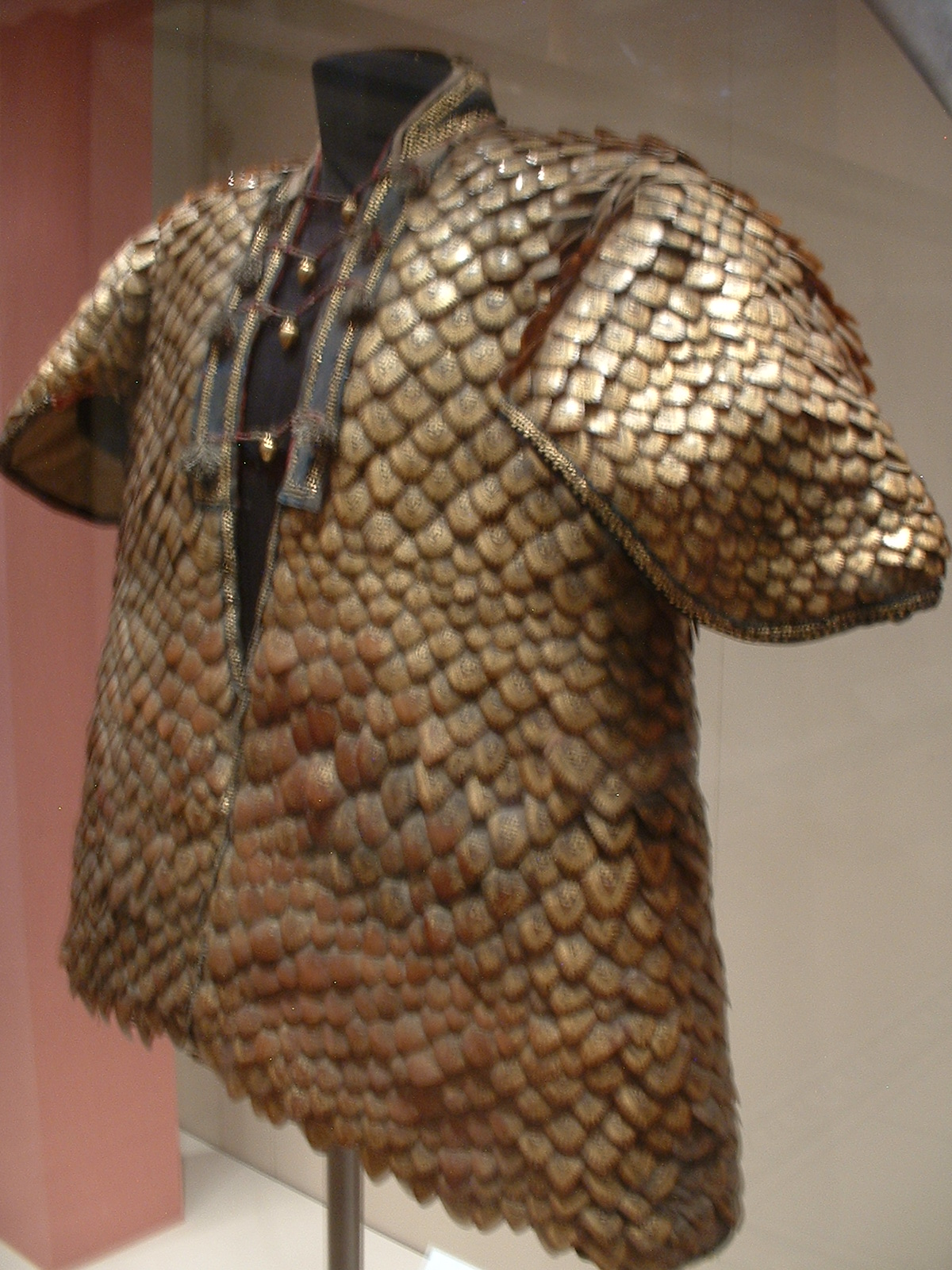
Jacka tillverkad av fjäll från myrkottar. Gåva till Georg III av Storbritannien år 1820.

Alla populationer av myrkottar minskar vilket främst beror på tjuvjakt. Kött från myrkottar betraktas i olika regioner som en delikatess och fjällen används i den traditionella kinesiska medicinen. Fjällen anses vara ett antiseptikum som används mot hudsjukdomar och feber. Antingen skrapas patientens hud med myrkottens fjäll eller också söndersmulas fjällen till pulver som intas oralt. Kroppsdelar av asiatiska myrkottearter importerades därför tidigare i större utsträckning av Singapore, Kina och Sydkorea. Idag listas alla arter i appendix II av CITES. Sedan 2000 gäller en "zero-quota" enligt CITES regler, vilket betyder att all handel med myrkottar och deras kroppsdelar är strikt förbjuden. Trots det finns en utbredd svart marknad och ofta hittas större mängder smuggelvaror, till exempel 23 ton i februari och mars 2008 i Vietnam eller 3,1 ton i december 2016 i Kina.
Ett annat hot är habitatförstöring. IUCN listar två arter som akut hotade (CR), två arter som starkt hotade (EN) och de andra arterna som sårbara (VU).

## Systematik

### Yttre systematik
Myrkottarnas taxonomiska position var länge omstridd. På grund av yttre likheter antogs tidigare en nära släktskap med trögdjur. Till exempel har myrslokar en liknande långdragen nos med lång tunga samt grävklor vid fötterna. Bältdjur har en liknande kroppsbeklädnad. Fram till 1980-talet sammanfattades trögdjur och myrkottar i ett gemensamt taxon, Edentata (tandlösa däggdjur). Edentata skulle vara systertaxon till alla övriga högre däggdjur som sammanfattades under namnet Epitheria.
Idag har de flesta zoologer uppfattningen att likheterna beror på konvergent evolution. Enligt nyare molekylärbiologiska undersökningar utgörs myrkottarnas närmaste släktingar av rovdjuren (Carnivora). Tillsammans bildar de den systematiska gruppen Ferae. Myrkottar tillhör på så sätt överordningen Laurasiatheria och är inte närmare släkt med trögdjur.

### Inre systematik
Det skiljs mellan åtta arter:
- Undersläkte Manis
  - Indisk myrkott (M. crassicaudata), som förekommer i Indien och angränsande regioner.
  - Kortsvansad myrkott eller kinesisk pangolin (M. pentadactyla). Djuret har en längd av 130 centimeter, varav hälften utgörs av svansen, som vid roten är lika tjock som kroppen. Fjällen är inte kölade. Arten lever i Ostindien och på Sri Lanka.
- Undersläkte Paramanis
  - Malajisk myrkott, malajisk pangolin eller malajmyrkott (M. javanica), som lever i södra Sydostasien.
  - Manis culionensis, som först fick artstatus 2005 och är endemisk för ön Palawan.
- Undersläkte Smutsia
  - Jättemyrkott (M. gigantea), som är den största arten i familjen och lever i Afrika söder om Sahara.
  - Stäppmyrkott (M. temmincki), som uppnår en längd av 150 centimeter, varav hälften utgörs av svansen som i spetsen är avrundad. Denna art bebor stäpptrakter och skogar i södra och östra Afrika.
- Undersläkte Uromanis
  - Långsvansad myrkott (M. tetradactyla), som har breda fjäll med köl på spetsen. Dessa är svartbruna vid roten och gulaktiga i kanterna. Djuret är 100 till 130 centimeter långt, varav två tredjedelar utgörs av svansen. Arten förekommer i västliga skogstrakter av mellersta Afrika.
- Undersläkte Phataginus
  - Vitbukig myrkott eller trädmyrkott (M. tricuspis), som likaså förekommer i centrala Afrika och främst vistas på träd.

Manis culionensis klassificerades först 2005 som självständig art och en del auktoriteter behandlar den fortfarande som underart till malajisk myrkott. Hur arterna inom familjen är besläktade är omstridd. Listan som visas ovan med ett släkte och fem undersläkten är uppförd enligt Duane Schlitter. Andra auktoriteter behandlar istället undersläktena som släkten. G. B. Corbet och J. E. Hill skiljer mellan två släkten, det asiatiska Manis och det afrikanska Phataginus, på grund av morfologiska skillnader. G. Storch (2003) delar det afrikanska släktet i ytterligare två släkten, Smutsia och Phataginus (med Uromanis).
Enligt en kladistisk undersökning av arternas skalle utgör de asiatiska arterna en monofyletisk grupp, men inte de afrikanska. De senare uppkom alltså inte från samma anfader. Studien visade att undersläktet Smutsia utgör systergrupp till alla övriga myrkottar; långsvansad myrkott och vitbukig myrkott bildar en gemensam klad som är systergrupp till de asiatiska arterna (se kladogram).
```
Myrkottar (Manidae)
  |--
Smutsia
 (jättemyrkott och stäppmyrkott)
  |--N.N.
     |--långsvansad myrkott och vitbukig myrkott
     |--N.N.
         |--
Manis
 (indisk myrkott och kortsvansade myrkott)
         |--
Paramanis
 (Malajisk myrkott och 
Manis culionensis
)
```

### Utvecklingshistoria

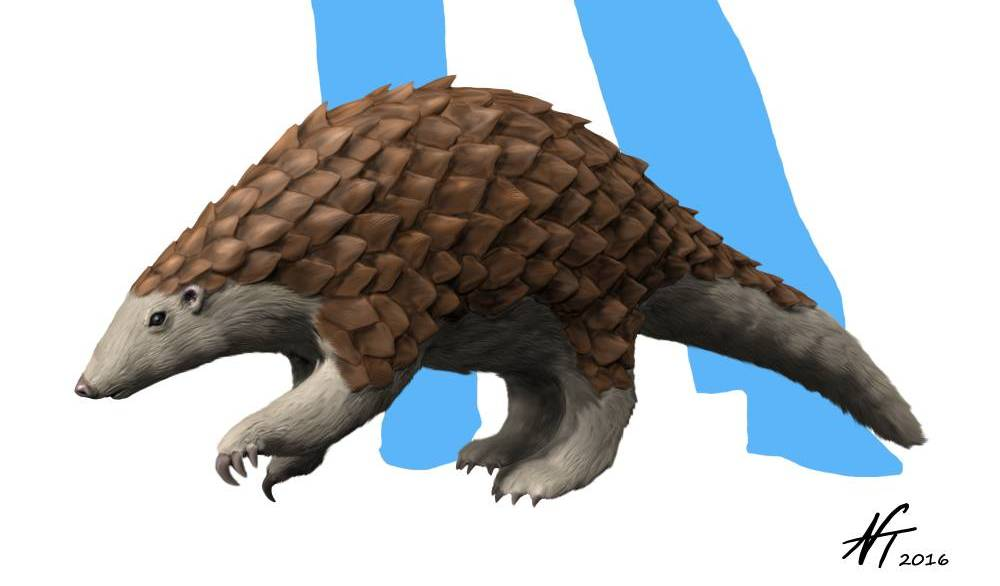
Rekonstruktion av Eomanis.

Möjligen är myrkottar släkt med den utdöda underordningen Palaeanodonta. Dessa djur levde under paleocen och eocen i Nordamerika och delas vanligen upp i de två familjerna Epoicotheriidae och Metacheiromyidae. Palaeanodonta hade kraftiga extremiteter med stora klor samt små tänder med rudimentär tandemalj. Det antas bero på att de grävde i marken efter insekter. För närvarande är det inte känt om likheterna beror på släktskap eller konvergent evolution.
Det äldsta fossilet som med säkerhet tillhör myrkottarna är Eomanis som levde under eocen och som återfanns i Messels gruva. Eomanis var cirka 50 centimeter lång och hade fjäll och grävklor men inga tänder, precis som dagens arter. Undersökningar av fossilets maginnehåll visade att det åt mer växter än nu levande myrkottar. Andra medlemmar från eocen är Patriomanis som återfunnits i Nordamerika och Cryptomanis från östra Asien. Släktet Necromanis levde fram till miocen i Europa. De äldsta afrikanska fossilen är från oligocen. Ofta är det svårt att datera upphittade fossil på grund av avsaknaden av tänder.
Andra fossil från tidig eocen tillhör släktet Ernanodon som hittades i Sibirien och Mongoliet. Tillhörigheten var länge omstridd. I början antogs att släktet tillhör gruppen myrslokar.